# Euphémie de Rügen
Euphémie de Rügen (° vers 1289, † 1312) est reine de Norvège par son mariage avec Håkon V de Norvège en 1299.

## Biographie
Elle est la fille du prince Wisław II de Rügen et d’Agnès de Brunswick-Lunebourg.
Euphémie fait traduire en vieux suédois et en vers trois romans courtois français : Floire et Blancheflor, Yvain ou le Chevalier au lion et Frédéric de Normandie. Ce recueil est connu sous le nom d’Eufemiavisorna, « Les chansons d’Euphémie ».
À sa mort, Euphémie est inhumée dans l’église mariale d’Oslo.
Euphémie est la mère d’Ingeborg Hakonsdatter, née en 1301. 